# Штиби, Шемседдин
Шамседдин Штиби (араб. شمس الدين الشطيبي‎; 14 декабря 1982 года; Марракеш, Марокко) — марокканский футболист, полузащитник. В настоящее время является игроком клуба «Кавкаб», имеет опыт игры за национальную сборную Марокко.

## Карьера
Шамседдин Штиби является воспитанником клуба марокканского «ФЮС». В 2005 году он начал свою профессиональную карьеру именно в этом клубе. В составе «ФЮСа» Штиби выступал вплоть до 2011 года и за это время сыграл в 32 матчах. В середине 2011 года он перешёл в клуб «МАС Фес» и выступал за него один сезон. В составе этого клуба он стал одним из ведущих игроков и за один сезон сыграл в 36 матчах и забил 3 гола. Тогда на него обратили внимание тренеры сборной Марокко и вскоре он был вызван в сборную своей страны. До сегодняшнего времени, Штиби сыграл три матча в составе сборной Марокко.